# Telde
Telde település és község, azaz alapfokú közigazgatási egység Spanyolországban, a kanári-szigeteki Las Palmas tartományban, Gran Canaria szigetén. Telde Las Palmas de Gran Canaria, Santa Brígida, Valsequillo de Gran Canaria és Ingenio községekkel határos. Lakosainak száma 102 867 fő (2024).

## Népesség
A település népessége az elmúlt években az alábbi módon változott:
| Lakosok száma | 89 493 | 94 862 | 98 399 | 100 015 | 101 300 | 102 076 | 102 005 | 102 647 | 102 472 | 102 867 |
|               | 2001   | 2004   | 2007   | 2009    | 2012    | 2014    | 2017    | 2019    | 2022    | 2024    |